# Echeandia
Echeandia är ett släkte av sparrisväxter. Echeandia ingår i familjen sparrisväxter.

## Dottertaxa tillEcheandia, i alfabetisk ordning[1]
- Echeandia albiflora
- Echeandia altipratensis
- Echeandia atoyacana
- Echeandia attenuata
- Echeandia bolivarensis
- Echeandia breedlovei
- Echeandia campechiana
- Echeandia chandleri
- Echeandia chiapensis
- Echeandia ciliata
- Echeandia coalcomanensis
- Echeandia confertiflora
- Echeandia conzattii
- Echeandia denticulata
- Echeandia drepanoides
- Echeandia durangensis
- Echeandia echeandioides
- Echeandia elegans
- Echeandia falcata
- Echeandia flavescens
- Echeandia flexuosa
- Echeandia formosa
- Echeandia gentryi
- Echeandia gracilis
- Echeandia grandiflora
- Echeandia hallbergii
- Echeandia herrerae
- Echeandia hintonii
- Echeandia hirticaulis
- Echeandia imbricata
- Echeandia lehmannii
- Echeandia leucantha
- Echeandia llanicola
- Echeandia longifolia
- Echeandia longipedicellata
- Echeandia luteola
- Echeandia macrophylla
- Echeandia macvaughii
- Echeandia magnifica
- Echeandia matudae
- Echeandia mexiae
- Echeandia mexicana
- Echeandia michoacensis
- Echeandia mirandae
- Echeandia molinae
- Echeandia montealbanensis
- Echeandia nana
- Echeandia nayaritensis
- Echeandia oaxacana
- Echeandia occidentalis
- Echeandia palmeri
- Echeandia paniculata
- Echeandia parva
- Echeandia parvicapsulata
- Echeandia parviflora
- Echeandia petenensis
- Echeandia pihuamensis
- Echeandia pittieri
- Echeandia platyphylla
- Echeandia pseudopetiolata
- Echeandia pseudoreflexa
- Echeandia ramosissima
- Echeandia reflexa
- Echeandia robusta
- Echeandia sanmiguelensis
- Echeandia scabrella
- Echeandia sinaloensis
- Echeandia skinneri
- Echeandia smithii
- Echeandia tamaulipensis
- Echeandia taxacana
- Echeandia tenuifolia
- Echeandia tenuis
- Echeandia texensis
- Echeandia udipratensis
- Echeandia vaginata
- Echeandia weberbaueri
- Echeandia venusta
- Echeandia vestita
- Echeandia williamsii